# Lammassaari, Salo
Lammassaari är en ö i Finland.   Den ligger i Uskela å i kommunen Salo i den ekonomiska regionen  Salo och landskapet Egentliga Finland, i den södra delen av landet, 100 km väster om huvudstaden Helsingfors.